# Ursula Keck

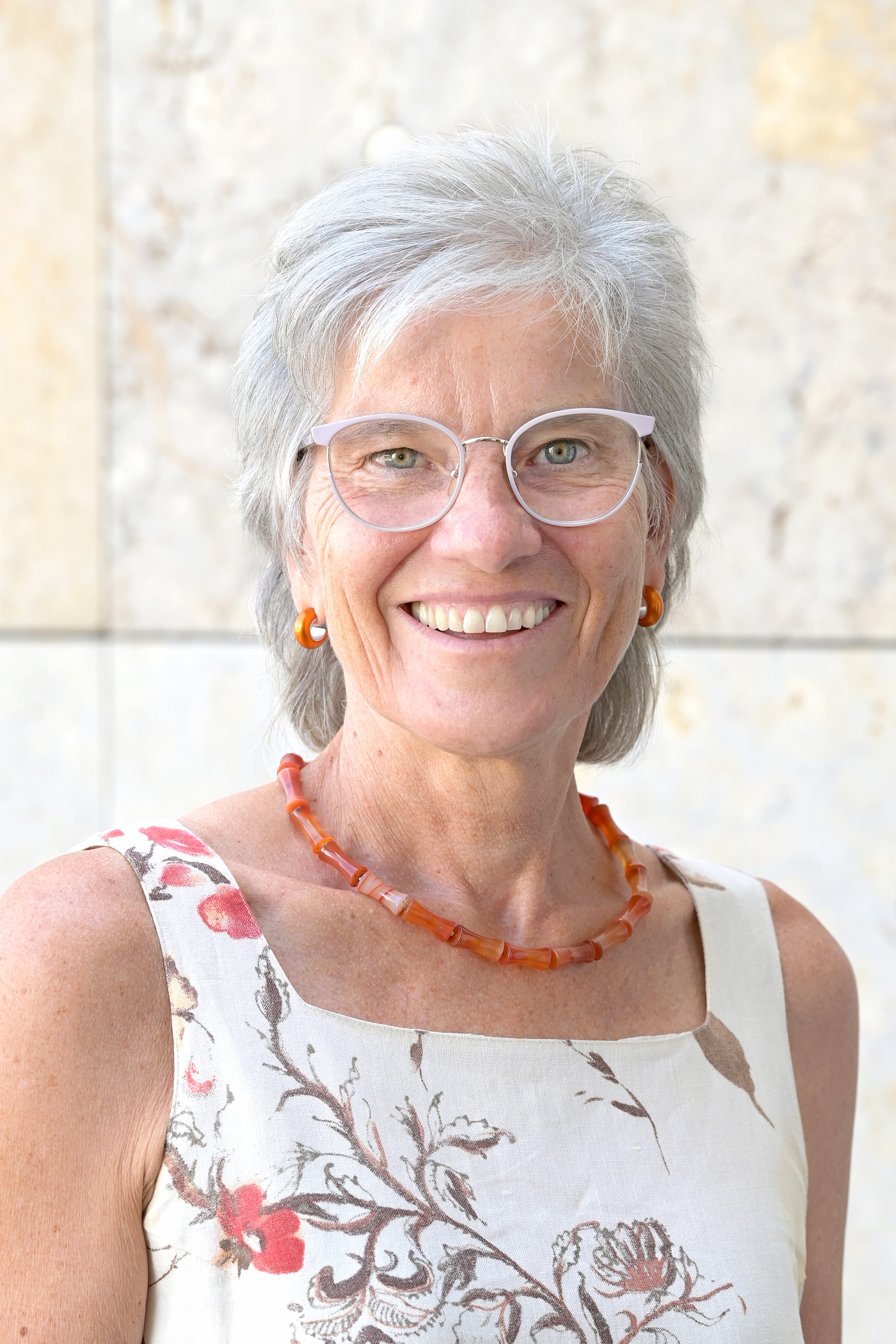
Ursula Keck, Oberbürgermeisterin von Kornwestheim (2023)

Ursula Keck (* 3. August 1963 in Tübingen) ist eine deutsche parteilose Kommunalpolitikerin. Sie war von 2007 bis 2023 Oberbürgermeisterin von Kornwestheim.

## Leben

### Ausbildung
Ursula Keck wuchs in der Gemeinde Mötzingen im Landkreis Böblingen auf und machte ihr Abitur am Otto-Hahn-Gymnasium Nagold. Von 1982 bis 1986 machte Ursula Keck ihre Ausbildung zur Diplomverwaltungswirtin an der Fachhochschule für öffentliche Verwaltung Ludwigsburg.

### Berufstätigkeit
Nach Stationen beim Baurechtsamt des Landratsamts Böblingen und bei der Stadt Wendlingen am Neckar war sie von 1992 bis 1994 Referentin für Großschutzgebiete beim Sächsischen Staatsministerium für Umwelt und Landesentwicklung in Dresden. Von 1994 bis 1999 arbeitete sie bei der Stadt Kirchheim unter Teck als Ortsvorsteherin des Stadtteils Nabern. Von 1999 bis 2007 war Ursula Keck Bezirksvorsteherin des Stuttgarter Stadtteils Mühlhausen.
Ihre Kandidatur bei den Oberbürgermeisterwahlen in Kornwestheim wurde 2007 sowohl von der CDU als auch von der SPD sowie von Bündnis 90/Die Grünen unterstützt. Sie wurde am 24. Juni 2007 mit 71,02 Prozent der Stimmen zur Oberbürgermeisterin der Großen Kreisstadt gewählt und am 21. Juni 2015 mit 54,44 % der Stimmen erneut im Amt bestätigt. Bei der Oberbürgermeisterwahl 2023 trat sie nicht erneut an und schied im Sommer 2023 aus dem Amt. Ihr folgte Nico Lauxmann (CDU) nach.
Als Oberbürgermeisterin leitete sie die Stadtverwaltung mit rund 750 Beschäftigten, war Vorsitzende des Gemeinderats und als Leiterin des Dezernats 1 für die Stabsstellen „Gremien- und Öffentlichkeitsarbeit“ und „Rechnungsprüfung“, die Fachbereiche „Kinder, Jugend, Bildung“, „Kultur und Sport“ sowie den Eigenbetrieb Kultur- und Kongresszentrum Das K verantwortlich. Ursula Keck fühlte sich in ihrem Amt nach eigener Aussage in erster Linie dem sozialen Frieden verpflichtet. Die Schaffung von ausreichend Kitaplätzen, der Schulkind- und Ganztagesbetreuung sowie die Sanierung von Schulgebäuden und -sporthallen waren wichtige Schwerpunkte ihrer ersten Amtsjahre.
Einschneidend für die Kommunalpolitik war die Entscheidung des Finanzamtes Stuttgart, dass die Stadt Kornwestheim einen Betrag von rund 21 Millionen Euro, zusammengesetzt aus rund 16 Millionen Euro Gewerbesteuereinnahmen und rund 5,4 Millionen Euro Erstattungszinsen zurückzahlen musste. Hintergrund war eine Entscheidung im Rahmen der Betriebsprüfung, dass die Einlage von Wertpapieren der EnBW auf die ehemalige Salamander AG zur Minderung von Verlustvorträgen und Steuerlasten nicht zulässig waren. Die Entscheidung über die Rechtmäßigkeit der Rückforderung liegt beim Bundesverwaltungsgericht. Die Prüfung kann noch mehrere Jahre in Anspruch nehmen.

### Weitere Tätigkeiten
Ursula Keck war neben ihrer Tätigkeit als Oberbürgermeisterin der Stadt Kornwestheim Aufsichtsratsvorsitzende der stadteigenen Töchterunternehmen Städtische Wohnbau GmbH und TechMoteum GmbH. Daneben war sie stellvertretende Aufsichtsratsvorsitzende der Stadtwerke Ludwigsburg-Kornwestheim (SWLB). Des Weiteren war sie Vorsitzende des Zweckverbands Pattonville und Mitglied der Zweckverbände Stadtbahn und Breitbandausbau im Landkreis Ludwigsburg.
Keck war Vorstandsmitglied der Kulturregion Stuttgart sowie des Städtetags Baden-Württemberg. In letzterem arbeitete sie in verschiedenen Gremien mit, aktuell im Aufsichtsrat Integration und im Bauausschuss. Von 2014 bis 2018 war Keck ehrenamtliche Landesvizepräsidentin des DRK-Landesverbands Baden-Württemberg e. V.